# Божо Ђумић
Божо Ђумић (Врбас, 7. јануар 1992) је српски кошаркаш. Игра на позицији центра.

## Клупска каријера
Ђумић је из Црвенке где је и почео да тренира кошарку у локалном клубу. Потом је био у Хајдуку из Куле а са 15 година је прешао у КК Нови Сад са којим је освојио кадетску и јуниорску лигу Србије. У дресу Новог Сада је и дебитовао у сениорској кошарци, наступајући у Кошаркашкој лиги Србије. Касније је у истом рангу такмичења наступао и за крушевачки Напредак и Војводину Србијагас.
У фебруару 2015. је потписао двогодишњи уговор са Партизаном. У Партизану је провео остатак сезоне 2014/15, као и целу 2015/16. сезону. У августу 2016. је прешао у Слободу из Тузле, чији је тренер у том моменту био Велимир Гашић са којим је претходно сарађивао у Партизану. Након сезоне у Слободи, Ђумић се лета 2017. враћа у Србију и потписује за ФМП. У екипи из Железника је имао малу минутажу, па је већ у децембру исте године напустио клуб и прешао у словеначки Хелиос. Након Хелиоса је био у Африци где је играо за клуб из Мозамбика, а у фебруару 2019. се вратио у европску кошарку и потписао за Блокотехну из Ђевђелије.
У септембру 2019. потписује уговор са екипом Новог Пазара. У Новом Пазару је био до децембра исте године, када напушта клуб и прелази у бањалучки Борац, члана Прве лиге Републике Српске. У Борцу је провео остатак 2019/20. сезоне као и комплетну 2020/21. у којој је клуб играо и у Другој Јадранској лиги. За сезону 2021/22. је потписао уговор са Херцеговцем из Гајдобре, чланом Друге лиге Србије.

## Репрезентација
Наступао је за млађе селекције Србије. Са репрезентацијом до 16 година је наступао на Европском првенству 2008. у Италији где је освојено 5. место. На том турниру је бележио 5,4 поена и 4,9 скока по утакмици. Две године касније, са репрезентацијом до 18 година наступа на Европском првенству у Литванији где је освојено четврто место. На том турниру бележи просечно 5,7 поена и 3,1 скок по утакмици.